# Ryan Izzo
Ryan Izzo (* 21. Dezember 1995 in Highland Lakes, New Jersey) ist ein US-amerikanischer American-Football-Spieler auf der Position des Tight Ends. Aktuell steht er bei den Memphis Showboats in der UFL unter Vertrag. Davor war er bei mehreren Teams in der NFL aktiv, mit den New England Patriots konnte er seinen größten Erfolg feiern und Super Bowl LIII gewinnen.

## Frühe Jahre
Izzo wuchs in seiner Geburtsstadt auf, später besuchte er zunächst die Vernon Township High School in Vernon Township, New Jersey. Von dort wechselte er auf die Pope John XXIII Regional High School in Sparta, New Jersey. Dort spielte er neben Football auch Basketball. In seinem letzten Jahr fing er Pässe für 766 Yards und 7 Touchdowns. Nach seinem Highschoolabschluss erhielt er ein Stipendium der Florida State University, für die er von 2014 bis 2017 spielte. Er kam auf insgesamt 29 Einsätze, in denen er 54 Pässe für 761 Yards und 6 Touchdowns fing. Direkt in seinem ersten Jahr konnte er mit seiner Mannschaft die Atlantic Coast Conference gewinnen, es folgten 2016 ein Sieg im Orange Bowl und 2017 ein Sieg im Independence Bowl.

## Profi-Karriere

### New England Patriots
Im NFL Draft 2018 wurde Izzo in der 7. Runde an 250. Stelle von den New England Patriots ausgewählt. Allerdings verletzte er sich am 2. September 2018 und verpasste die gesamte Saison 2018. Nichtsdestotrotz erreichten die Patriots den Super Bowl LIII, den sie mit 13:3 gegen die Los Angeles Rams gewannen. In der Saison 2019 profitierte Izzo vom Abgang des vorherigen Stammspielers als Tight End, Rob Gronkowski. So konnte er direkt am 1. Spieltag beim 33:3-Sieg gegen die Pittsburgh Steelers sein NFL Debüt, direkt als Starter, geben. Am 3. Spieltag konnte er beim 30:14-Sieg gegen die New York Jets einen langen Pass über 41 Yards fangen. Seinen ersten Touchdown fing er am 6. Oktober 2019 beim 33:7-Sieg gegen die Washington Redskins von Quarterback Tom Brady. Allerdings wurde er ab dem 7. Spieltag der Saison aufgrund verschiedener Verletzungen nicht mehr eingesetzt. Insgesamt kam er in der Saison auf 9 Passfänge für 114 Yards und einen Touchdown.
Zu Beginn der Saison 2020 wurde Izzo zum Starting Tight End der Patriots ernannt. Er spielte in den ersten 12 Spielen als Stammspieler, ehe er sich erneut verletzte. Am 11. Spieltag fing er bei der 20:27-Niederlage gegen die Houston Texans zwei Pässe für 59 Yards. Insgesamt kam er auf 13 Passfänge für 199 Yards. Allerdings war Izzo gerade als Blocker bei Laufspielzügen von hoher Wichtigkeit für die Patriots, so war er in vielen Spielen bei über 80 % aller Spielzüge der Offense auf dem Spielfeld.

### Houston Texans
Am 18. März 2021 wurde Izzo im Tausch gegen das Auswahlrecht in der 7. Runde des NFL-Draft 2022 zu den Houston Texans getradet, nachdem die Patriots mit Jonnu Smith und Hunter Henry zuvor zwei neue Tight Ends verpflichtet hatten. Am 31. August wurde er im Rahmen der Kaderverkleinerung auf 53 Spieler entlassen.

### New York Giants
Am 3. September 2021 nahmen die New York Giants Izzo für ihren Practice Squad unter Vertrag. Am 21. September 2021 wurde er von den Giants jedoch schon wieder entlassen, ohne im Team zum Einsatz gekommen zu sein.

### Seattle Seahawks
Am 29. September 2021 schloss Izzo sich dem Practice Squad der Seattle Seahawks an.

### Tennessee Titans
Vor dem letzten Spieltag der Regular Season 2021 nahmen die Tennessee Titans Izzo für ihren 53-Mann-Kader unter Vertrag, da MyCole Pruitt verletzungsbedingt für den Rest der Saison ausfiel. Dort gab er sein Debüt, und gleichzeitig seinen ersten Saisoneinsatz, beim 28:25-Sieg gegen die Houston Texans. Mit den Titans konnte Izzo die AFC South gewinnen und sich somit für die Playoffs qualifizieren. Dort gab er in der Divisional Runde bei einer 16:19-Niederlage gegen die Cincinnati Bengals am 22. Januar 2022 sein Debüt, bei dem er sogar als Starter aktiv war. Am 1. Juni 2022 entließen die Titans Izzo.

### Carolina Panthers
Am 11. August 2022 nahmen die Carolina Panthers Izzo unter Vertrag, entließen ihn jedoch wenige Tage darauf wieder.

### Stationen in anderen Footballligen
Nachdem Izzo in der gesamten Saison 2022 Free Agent geblieben war und zu keinem Einsatz in der Liga gekommen war, unterschrieb er am 5. Januar 2023 einen Vertrag bei den Philadelphia Stars in der USFL. Für die Stars kam Izzo regelmäßig zum Einsatz und konnte sogar einen Touchdown fangen. Nach der Saison wurde das Team allerdings aufgrund der Neuformierung der Liga aufgelöst.
Beim Dispersal Draft zur neugebildeten United Football League (UFL) im Januar 2024 wählten die Houston Roughnecks Izzo aus, wurde jedoch schon im März vor Saisonbeginn wieder entlassen. Im November 2024 unterschrieb er bei den Memphis Showboats in der UFL.

## Karrierestatistiken

### Regular Season
| Saison                             | Team             | Spiele   | Spiele      | Gefangen     | Gefangen     | Gefangen     | Gefangen     | Gefangen     | Fumbles      | Fumbles         |
| Saison                             | Team             | Einsätze | als Starter | Passfänge    | Yards        | Durchschnitt | Längste      | TD           | Fumbles      | davon verlorene |
| ---------------------------------- | ---------------- | -------- | ----------- | ------------ | ------------ | ------------ | ------------ | ------------ | ------------ | --------------- |
| 2018                               | Patriots         | 0        | 0           | Ohne Einsatz | Ohne Einsatz | Ohne Einsatz | Ohne Einsatz | Ohne Einsatz | Ohne Einsatz | Ohne Einsatz    |
| 2019                               | Patriots         | 6        | 4           | 6            | 114          | 19,0         | 41           | 1            | 0            | 0               |
| 2020                               | Patriots         | 12       | 12          | 13           | 199          | 15,3         | 50           | 0            | 1            | 1               |
| 2021                               | Titans           | 1        | 0           | 0            | 0            | 0,0          | 0            | 0            | 0            | 0               |
| Gesamte Karriere                   | Gesamte Karriere | 19       | 16          | 19           | 313          | 16,5         | 50           | 1            | 1            | 1               |
| Quelle: pro-football-reference.com |                  |          |             |              |              |              |              |              |              |                 |

### Postseason
| Saison                             | Team             | Spiele   | Spiele      | Gefangen  | Gefangen | Gefangen     | Gefangen | Gefangen | Fumbles | Fumbles         |
| Saison                             | Team             | Einsätze | als Starter | Passfänge | Yards    | Durchschnitt | Längste  | TD       | Fumbles | davon verlorene |
| ---------------------------------- | ---------------- | -------- | ----------- | --------- | -------- | ------------ | -------- | -------- | ------- | --------------- |
| 2021                               | Titans           | 1        | 1           | 0         | 0        | 0,0          | 0        | 0        | 0       | 0               |
| Gesamte Karriere                   | Gesamte Karriere | 1        | 1           | 0         | 0        | 0,0          | 0        | 0        | 0       | 0               |
| Quelle: pro-football-reference.com |                  |          |             |           |          |              |          |          |         |                 |